# Golfo de Adén
El golfo de Adén o golfo de Somalia está localizado en el océano Índico, entre la región del Cuerno africano y la península arábiga, y entre los continentes de África y Asia. Su forma es semejante a un embudo y lo rodean los estados de Yemen, Yibuti y el norte de Somalia (o en su defecto, el estado de facto independiente de Somalilandia y la región autónoma de Puntlandia). Junto al puerto yemenita de Adén, que da nombre al golfo, hay otras tres ciudades portuarias de importancia: Yibuti, Berbera  y Bosaso. Hacia el noroeste, está conectado con el mar Rojo a través del estrecho de Bab el-Mandeb.
Su longitud es de 1000 km y su anchura varía entre 150 y 440 km. El golfo de Adén es una vía muy importante para el tránsito de la producción de petróleo del golfo Pérsico, lo cual le da una notable relevancia a nivel mundial. Además, se encuentran en él gran cantidad de peces y corales, puesto que sus aguas no han sido contaminadas en forma apreciable.

## Inestabilidad política de la zona
En el siglo XXI se ha convertido en un camino peligroso, puesto que los países que lo bordean adolecen de una situación política estable. Con la finalidad de evitar ataques de los frecuentes piratas somalíes, desde hace tiempo navíos de guerra pertenecientes a más de diez países patrullan las aguas del golfo de Adén, lugar estratégico pues es el único lugar que lleva al canal de Suez conectando el océano Índico con el mar Mediterráneo.
«Aunque navíos de países como Estados Unidos, Canadá y Rusia protegen el pasillo de 15 millas marinas del golfo de Adén, las áreas aledañas permanecen vulnerables al ataque de los piratas», reconoció el oficial de navegación búlgaro Ivan Zhelyazkov.[cita requerida]
Se han dado numerosos casos de piratería e incluso ataques terroristas, siendo uno de los más conocidos el atentado contra el buque de Guerra estadounidense USS Cole.

## Piratearía
Con la finalidad de protegerse de cualquier patrulla de la marina internacional, los piratas somalíes han ido expandiendo su área de operaciones, ampliándola ahora hasta las islas Seychelles. Según Zhelyazkov, cuando los piratas comenzaron sus ataques hace unos años, a la marina internacional se le aconsejó guardar una distancia de 200 millas a lo largo de la costa de Somalia. Posteriormente la distancia se extendió a 500 millas y luego a las actuales 1000 millas.
Es importante destacar que anualmente casi el 30 % del petróleo del mundo se transporta a través del golfo de Adén y aproximadamente 16 000 buques pasan por allí (algunos mencionan que su número es muy cercano a los 20 000), según las estadísticas oficiales citadas por el principal semanario económico búlgaro, Capital.
Para los piratas, cada barco es como una fortuna a la espera de ser tomada. A menudo se presta escasa consideración a la carga que el barco lleva, en la mayoría de los casos es el rescate de donde llega el dinero. Generalmente los rescates pagados por los dueños de los barcos pueden variar entre los 300 000 dólares y los 6 millones de dólares.

## Delimitación de la IHO
La máxima autoridad internacional en materia de delimitación de mares, la Organización Hidrográfica Internacional («International Hydrographic Organization, IHO), considera el golfo de Adén («Gulf of Aden») como un mar. En su publicación de referencia mundial, «Limits of oceans and seas» (Límites de océanos y mares, 3.ª edición de 1953), le asigna el número de identificación 38 y lo define de la siguiente forma:

En el noroeste. 
El límite meridional del mar Rojo (37) [una línea que une Husn Murad (12º40'N, 43º30'E) y Ras Siyan (12º29'N, 43º20'E].
En el este. 
El meridiano del cabo Guardafui (Ras Asir, 51º16'E).
Limits of oceans and seas, p. 20.